# Wspaniałomyślność cesarza Tytusa
Wspaniałomyślność cesarza Tytusa (Ukamienowanie Stefana, Wielkoduszność Claudiusa Civilisa) – obraz Rembrandta, jedno z najwcześniejszych dzieł malarza. Obraz sygnowany: Rf 1626.
Po trzyletnim terminowaniu u lejdejskiego malarza Jacoba van Swanenburgha, w 1623 roku Rembrandt wyjechał do Amsterdamu by podjąć naukę u czołowego malarza miasta Pietera Lastmana. Jego artystyczny wpływ widoczny był w pierwszych dziełach Rembrandta.

## Opis obrazu
Temat obrazu jest trudny do określenia. Według jednych historyków Rembrandt zilustrował scenę pochodzącą z dzieła rzymskiego historyka Swetoniusza pt. Żywoty cezarów. Głównym bohaterem miał być cesarz Tytus, który wielkodusznie przebacza spiskującym przeciw niemu senatorom. Według innych scena ukazuje Manliusa Torquatusa skazującego własnego syna, konsula Lucjusza Juniusza Brutusa ogłaszającego wyrok śmierci na swoich dwóch synów, konsula Cerialisa, a nawet Saula i Jonatana.
Scena rozgrywa się na tle pejzażu typu lastmanowskiego; kompozycja obrazu podobna jest do obrazu Ofiara w Listrze oraz do Koriolan i rzymskie matrony Lestmana. W tle można również rozróżnić rzymskie okrągłe budowle i kolumny. Główna postać stoi na podwyższeniu i na nim koncentruje się uwaga wszystkich pozostałych zebranych. Styl Rembrandta jest jeszcze dość sztywny co widoczne jest w gestach dwóch żołnierzy stojących przed cesarzem. Ich stroje zostały natomiast odtworzone z wyjątkową precyzją, co kontrastuje z ogólnością dalszego planu. Na pierwszym planie widoczne są trofea wojenne o metalicznym połysku. Wspaniałomyślność cesarza Tytusa jest jednym z najbardziej żywych kolorystycznie dzieł młodego Rembrandta. Za wizerunkiem cesarza artysta umieścił jeden z pierwszych swoich autoportretów.

## Proweniencja
Od 1924 roku obraz znajdował się w kolekcji Koetzer & Welker Asher (Londyn). W kolejnych latach dzieło znajdowało się w kolekcjach: J.J.M. Chabot, Montreux/Bruksela (1925); B. Mensing (Amsterdam) (od 1 września 1942, obraz zakupiony na anonimowej wyprzedaży przez Van Marle & Bingnell, dom aukcyjny w Hadze); kolekcja E. Göpel, Haga; od 1942 w Führermuseum (Linz); przed 1945 w Central Collecting Point (Monachium). Po II wojnie światowej obraz znajdował się w Stichting Nederlands Kunstbezit (Haga), a następnie w Netherlands Institute for Cultural Heritage (Amsterdam/Rijswijk) aż trafił do Museum De Lakenhal w Lejdzie.